# Aphylla distinguenda
Aphylla distinguenda är en trollsländeart som först beskrevs av Campion 1920.  Aphylla distinguenda ingår i släktet Aphylla och familjen flodtrollsländor. Inga underarter finns listade i Catalogue of Life.